# Dasyuris leucobathra
Dasyuris leucobathra là một loài bướm đêm trong họ Geometridae.